# Gibbula magus
Espèce
Gibbula magus est une espèce de mollusques gastéropodes marins qui se trouve sur les fonds rocheux jusqu'à 200 m de profondeur, mais également sur les fonds sableux. 
Avec sa coquille beige aux larges flammules roses, rouges ou brunes, c'est le plus grand représentant de son genre. 
La coquille pouvant atteindre 35 mm de diamètre est souvent recouverte par les algues rouges encroûtantes. 
C'est un herbivore avec une coquille enroulée, ronde et rugueuse.